# 奧克格羅夫 (佛羅里達州薩姆特縣)
奧克格羅夫（英語：Oak Grove）是位於美國佛羅里達州薩姆特縣的一個非建制地區。該地的面積和人口皆未知。

## 地理
奧克格羅夫的座標為28°36′00″N 82°02′36″W / 28.60000°N 82.04333°W，而該地的平均海拔高度為28米（即92英尺）。